# Почётный гражданин Красноярского края
Почётный гражданин Красноярского края — почётное звание Красноярского края, высшая государственная награда Красноярского края. Учреждена в 2001 году и выдаётся гражданам в качестве признания социально значимых заслуг.
Звание присваивается гражданам Российской Федерации в знак признания их выдающихся заслуг в сферах экономики, производства, науки, техники, культуры, искусства, образования, здравоохранения, спорта и другой деятельности, способствующей повышению авторитета и престижа Красноярского края. В 2002 году награду первыми получили Виктор Неволин и Павел Федирко.

## Награждённые
Здесь перечислены некоторые из награждённых званием почётного гражданина Красноярского края.
- Гительзон, Иосиф Исаевич[3]
- Демирханов, Арэг Саркисович[4]
- Долгих, Владимир Иванович[5]
- Иофель, Екатерина Константиновна[6]
- Кузнецов, Александр Николаевич (металлург)[7]
- Миндиашвили, Дмитрий Георгиевич[8]
- Плисов, Виктор Васильевич[9]
- Сафонов, Анатолий Ефимович[10]
- Фадеев, Геннадий Матвеевич[11]
- Федирко, Павел Стефанович[12]
- Хворостовский, Дмитрий Александрович[13]
- Чиханчин, Юрий Анатольевич
- Шемряков, Александр Дмитриевич